# Réserve naturelle du Sabinar de Calatañazor
 (juillet 2025).
Si vous disposez d'ouvrages ou d'articles de référence ou si vous connaissez des sites web de qualité traitant du thème abordé ici, merci de compléter l'article en donnant les références utiles à sa vérifiabilité et en les liant à la section « Notes et références ».
 (juillet 2025).
Le Sabinar de Calatañazor est une réserve naturelle située dans la province  de Soria, dans la communauté autonome de Castille-et-Léon en Espagne. C'est un bois de genévriers (sabinas en espagnol) qui héberge quelques-uns des exemplaires les plus anciens et hauts de cette espèce de la péninsule ibérique.

## Caractéristiques de l'espace naturel
Le Sabinar de Calatañazor se trouve dans la partie nord-ouest de la province de Soria, au sud de la sierra de Cabrejas, sur le territoire communal de Calatañazor et tout près de Muriel de la Fuente. Il couvre une étendue de 30 hectares, dont 22 sont des bois de genévriers. Il a été déclaré réserve naturelle le 11 juillet 2000 par la loi 9/2000 et fait partie de la proposition de réseau Natura 2000 Sabinares Sierra de Cabrejas. C'est la montagne d'utilité publique numéro 248 de la province de Soria.
Sa déclaration vise la conservation de l'espace naturel singulier et des usages et habitudes qui s'y sont établis, ainsi que la diffusion de ses valeurs naturelles et ethnologiques dans la population. Le Sabinar de Calatañazor est associé au Monument Naturel de la Fuentona voisin. Entre les deux espaces se trouve le Centre d'Interprétation de l'un et de l'autre. Le palais de Santa Coloma accueille les installations d'interprétation et administratives de ces deux espaces naturels.

## Le genévrier de Calatañazor

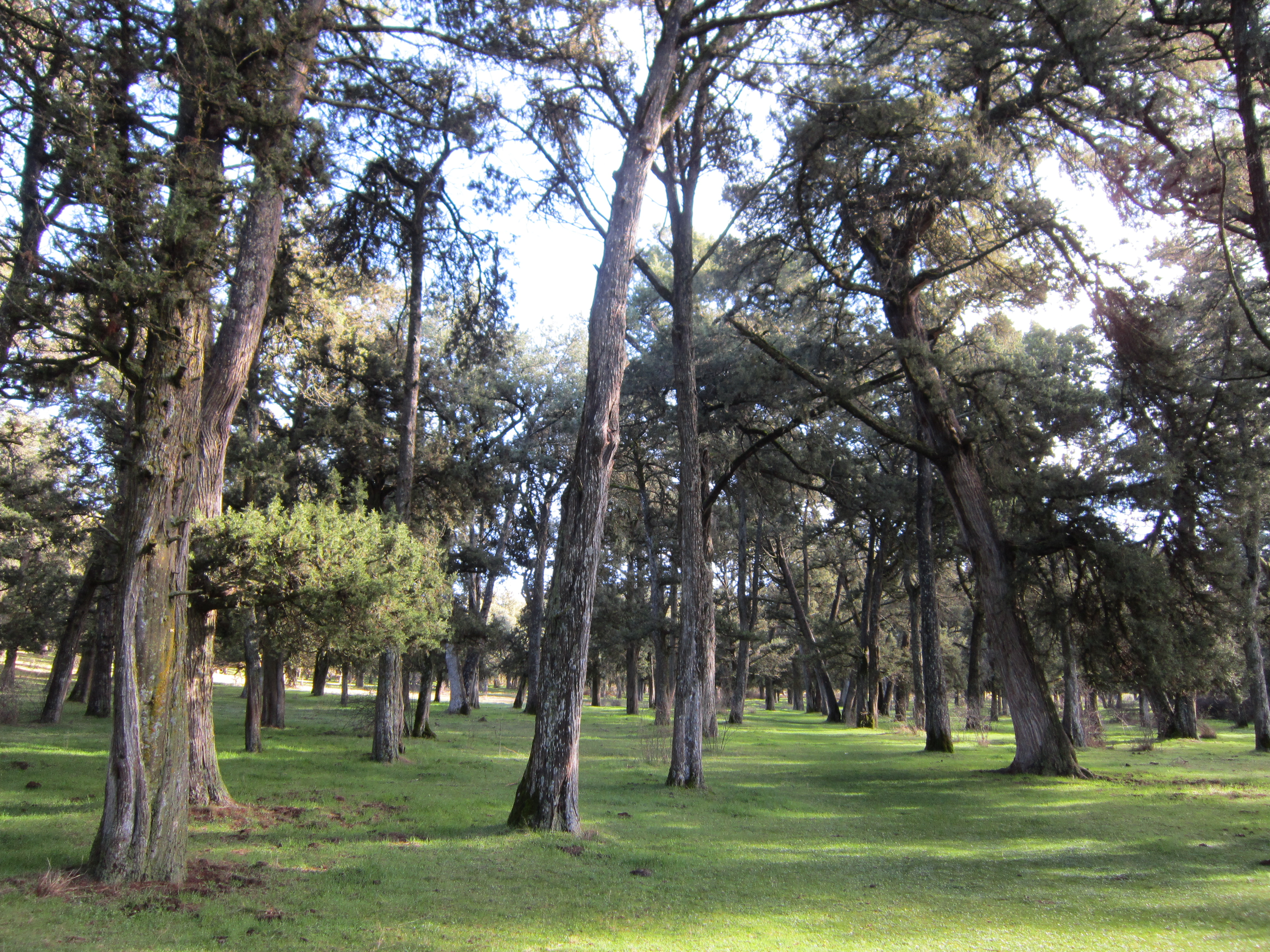
Le bois de genévriers.

Le genévrier (Juniperus thurifera) est l'arbre qui constitue le coeur de cet espace naturel. Il est connu par les habitants de Soria sous le nom d'enebro. C'est un résineux à feuillage persistant qui a généralement une faible envergure; il peut atteindre 14 m de haut et 4 m de diamètre de fût, avec un tronc épais et cylindrique (conique lorsqu'il est vieux), avec une écorce maigre de couleur brun grisâtre. Les feuilles sont petites et très imbriquées entre elles, de type cupressoïde. Il fleurit au printemps et son fruit mûrit à l'automne-hiver en passant de la couleur verte au brun bleuté. L'espèce est considérée comme une relique de l'ère Cénozoïque. Son bois est extrêmement dur et résistant, et en brûlant il dégage une odeur qui rappelle celle de l'encens, qualité qui lui a valu le nom de thurifera.
Les genévriers de Calatañazor se distinguent par leur taille, pouvant atteindre 20 m de haut et 8 m de diamètre du tronc. Ceci est dû à plusieurs facteurs, notamment le fait que cet espace a été utilisé comme dehesa (espace de pâturage pour le bétail), ce qui a empêché l'arrivée de buissons et d'autres espèces forestières et la fertilisation du terrain, qui se trouve à flan de versant dans le fond d'une vallée avec des sols profonds.

## La Fuentona

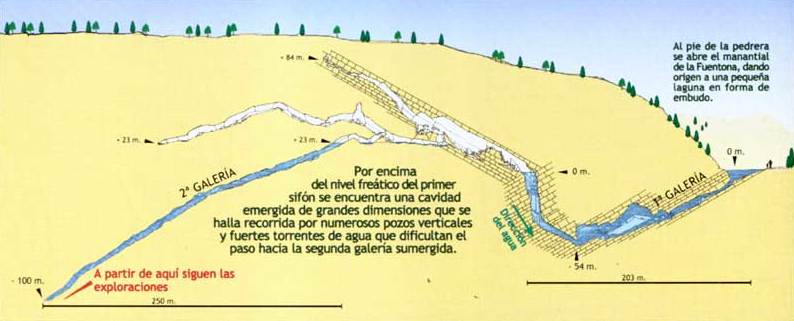
Schéma de La Fuentona.

Le Monument Naturel de la Fuentona est constitué par le lieu connu sous le nom des Yeux de la Fuentona, un aquifère qui constitue la naissance de la rivière Abión, et une partie de la plaine alluviale de celui-ci. L'Abión forme, peu après sa source, une gorge qui comporte une végétation et une faune abondantes. Cet aquifère est un réseau de galeries (explorées à peine jusqu'à 100 m) sous le terrain. Il est associé à la Cascade de la Fuentona.
La végétation qui habite ces rives est constituée de peupliers, saules, joncs et carrizos (graminées) avec un sous-bois de busseroles et cynorhodons ainsi que de thym, sauge et lavande. Plus loin de la rivière commencent les bois de genévriers.
La faune est variée, dans les enrochements des falaises nichent le vautour fauve, l'aigle royal, le faucon pèlerin et le vautour percnoptère. Les martins pêcheurs sont abondants de même que les chouettes. Dans l'eau abonde la truite.
Ce site a été déclaré monument naturel le 12 novembre 1998 par l'arrêté 238/1998. Il a une surface de 232 hectares et se situe sur les terrains municipaux des villages de Cabrejas del Pinar et Muriel de la Fuente.